# Bou Azmou
Bou Azmou  (in arabo بوازمو‎?) è un centro abitato e comune rurale del Marocco situato nella provincia di Midelt, regione di Drâa-Tafilalet. Conta una popolazione di 9 583 abitanti (censimento 2014).